# Marina Ladínina
Marina Alekséyevna Ladínina (en ruso: Мари́на Алексе́евна Лады́нина; Skotinino, Imperio ruso, 11 de juniojul./ 24 de junio de 1908greg. - Moscú, Rusia, 10 de marzo de 2003) fue una actriz de cine y teatro soviética, conocida por sus papeles protagonistas en Los tractoristas (1939), Se conocieron en Moscú (1941), A las 6 de la tarde después de la guerra (1944), La leyenda de la tierra de Siberia (1947) y Los cosacos de Kubán (1949), todas dirigidas por su esposo Iván Píriev. En 1950 fue galardonada con el título de Artista del Pueblo de la URSS, además recibió cinco veces el Premio Stalin.

## Biografía

### Infancia y juventud
Nació en la pequeña localidad rural de Skotinino, en la gobernación de Smolensk del Imperio ruso era la mayor de cuatro hijos y pasó sus primeros años en Nazarovo, cerca de Áchinsk en la Gobernación de Yeniseisk en Siberia. Sus padres, Alekséi Dmitriyevich Ladinin (1879-1955) y María Naumovna (1889-1971) eran campesinos sin educación; la familia vivía en una pequeña cabaña de madera y la joven Marina tenía que hacer la mayor parte del trabajo duro de la casa. Pasaba los veranos como trabajadora contratada en una granja local, ordeñando vacas.
De colegiala, Marina era una ávida lectora; se unió al teatro de la escuela donde su primer papel fue el de Natasha en la obra Rusalka de Pushkin y actuó regularmente en los carnavales callejeros locales. En su adolescencia, se convirtió en actriz a tiempo parcial en el teatro de Drama de Áchinsk. Después de graduarse, a los dieciséis años, pasó a trabajar como maestra de una escuela primaria en Nazarovo. Continuó actuando en Áchinsk y dando actuaciones musicales allí también, aunque en ese momento ya estaba decidida a ir a Moscú para continuar con su educación. Su primer puerto de escala fue Smolensk, donde conoció a Serguéi Fadeyev, actor del Teatro Meyerhold, quien le aconsejó que fuera a tomar exámenes en la Academia Rusa de Artes Teatrales. Por una feliz coincidencia, el comité regional del Komsomol envió a Ladínina como su delegada a Moscú para estudiar ciencias sociales. En cambio, fue directamente a la Academia y dio una actuación inspirada ante el jurado que incluía celebridades como Serafima Birman y Vasili Luzhski. Inmediatamente entró, marcada como «notablemente dotada» en la lista de registro, lo que significaba que estaba libre de realizar más exámenes.

### Carrera
En 1929 debutó en la pantalla, en un movimiento silencioso titulado No ingrese a esta ciudad. En su segundo año se unió al Teatro de Arte de Moscú a tiempo parcial, donde debutó como la monja Taisia en Egor Bulychov y otros una obra de teatro de Máximo Gorki, quien expresó personalmente su alegría. Luego siguió En el mundo (V Lyudyakh), otra adaptación de un texto de Gorki. En 1933 interpretó a una florista ciega en Prosperidad, dirigida por Yuri Zhelyabuzhsky. Ese mismo año se graduó en la Academia y se unió al Teatro de Arte de Moscú a tiempo completo.
Los dos directores del MAT, Konstantín Stanislavski y Vladímir Nemiróvich-Dánchenko, apreciaron el talento de la recién llegada y le dieron el papel de Tanya en En el mundo de Máximo Gorki. Stanislavsky, escribiendo a su hermana, llamó a Ladínina «el futuro del MAT». Ladínina recordó posteriormente:

Realmente me amaban en el teatro. Mijaíl Yanshin, Ilya Sudakov, Alexéi Gribov, Borís Livanov, Vasili Luzhski todos eran huéspedes frecuentes en nuestra casa... Luzhski dijo que quería incluirme en la obra de Pushkin Los gitanos. Cuando se le preguntó qué era tan gitana en Ladinina, respondió: "En sus ojos hay un destello de libertad". Me hice muy amigo de Vladímir Zeldin, Yuri Olesha y Nikolái Cherkasov, un hombre de extraordinaria bondad. Teníamos muy buenas relaciones con Mark Bernes y Faina Ranevskaya; esta última era vecina nuestra y muchas veces me pedía que leyera su poesía, de la que era una gran amante.

En 1934 los directores Iván Pravov y Olga Preobrazhénskaya le dieron el papel de la maestra Linka en Enemy's Paths (Vrazhji tropy). Fue allí donde conoció al actor Iván Lyubeznov, con quien pronto se casaría, y al director Iván Píriev. Otra película que protagonizó, The Post at the Devil's Ford (dirigida por Miron Bilinsky en 1936) fue declarada «ideológicamente incorrecta» y archivada.
«Claro, deberías ser filmada, uno tiene que hacer esas cosas, por dinero y todo eso. Solo no olvides que nos perteneces y nunca dejes el teatro para siempre», le decía Nemirovich-Danchenko. En retrospectiva, no prestó atención a este consejo y luego se arrepintió. Sin embargo, había razones objetivas para ello. En el apogeo de la Gran Purga, muchos teatros cerraron, los actores corrieron al MAT, donde Stanislavski perdió su influencia y Ladinina se sentía cada vez menos cómoda.

#### Carrera en el cine
En 1936, Ladínina, quien acababa de firmar con la recién formada compañía de Yuri Zavadsky, fue convocada a las oficinas de la NKVD para testificar como «testigo» contra algunos de sus antiguos colegas. Dado que ninguna de las pruebas que dio se consideró «útil», el oficial le dijo que se olvidara del teatro y que estuviera atenta porque pronto se abriera un caso contra ella. Cuando tanto Zavadsky como Lyubeznov partieron hacia Rostov del Don, Ladinina se quedó atrás, desempleada y sin dinero. Durante varios meses, trabajó como limpiadora y empleada doméstica para llegar a fin de mes, luego se reunió nuevamente con el director de cine Iván Píriev, en casa de unos amigos. Allí le propuso matrimonio y en 1936 se casaron.
Este tormentoso matrimonio resultó ser artísticamente fructífero. En 1937, Píriev convenció a Ladínina para que abandonara el teatro y la llevó a Kiev para rodar la película La novia rica. «Olvídate de Stanislavski y de tu exmarido: de ahora en adelante, solo importa el cine. Trabajaremos sin descanso», decía. la novia rica causó controversia. Los jefes de Ukrainfilm calificaron la película de «nacionalista» y acusaron a los autores de conspirar para burlarse del idioma ucraniano. El jefe de la industria cinematográfica ucraniana, Boris Shumyatsky, etiquetó la película como «vreditelsky» (sabotaje) y la archivó. Varios meses después, el propio Shumyatsky fue arrestado y ejecutado como «vreditel». Su seguidor Dukelsky, un hombre de la NKVD, envió la película a Moscú para su confirmación. A Stalin le gustó muchísimo y el futuro del tándem Píriev-Ladínina quedó sellado. En 1939 tanto el director como su actriz principal recibieron sus respectivas Órdenes de Lenin por esta película. Todos parecían felices excepto Nemirovich-Danchenko quien, después de ver La novia rica, acusó a Píriev de «corromper a una buena actriz».

#### Estrellato
| Ladinina en el Kremlin Por primera vez me invitaron al Kremlin en 1939, tras el estreno de Los trastoristas. Alguien se me acercó. '¡Es tu primera vez aquí con nosotros!' dijo el hombre, brindamos y pasó, acompañado de dos hombres con bandejas. Algunas personas estaban a mi alrededor y pregunté, quizás demasiado alto: '¿Quién era?' - '¡Calla, calla! ¿Estas loca? ¡Este es Viacheslav Mólotov!'" ... "En cuanto a Stalin, nunca me lo presentaron personalmente. He leído que le guste. El sentimiento no fue correspondido. Le odiaba. Marina Ladínina nunca fue miembro del Partido Comunista y guardaba sus medallas en un cajón, evitando usarlas en público. |

Para conseguir que su esposa pudiera actuar en Los tractoristas (1939), Píriev tuvo que vencer la resistencia del presidente del comité de cine soviético, Dukelski, quien no quería ver a Ladínina como la brigadier de tractores, Mariana Bazhan. Píriev ganó. «Marina tenía que atravesar la estepa a toda velocidad en moto, montar en tractor... Todo esto lo hacía con tanta profesionalidad, como si fuera lo que había hecho toda su vida: conducir tractores y competir en rallies de motor», explica el director. luego se maravilló. La película (que también impulsó la carrera del actor Borís Andreev) hizo famosos a marido y mujer. La prensa soviética elogió a Píriev como «un padre de la comedia musical de base koljosiana», y Ladínina se convirtió en la primera superestrella de este peculiar género soviético.
Píriev, quien el día de su propuesta prometió a su amada que nunca le daría un día de descanso, cumplió su promesa. Sin embargo, cuando justo después de Tractoristas ella le preguntó directamente: «¿Se supone que debo interpretar a mujeres koljoses durante el resto de mi vida?», Prometió pensarlo y pronto le entregó el guion de Sweetheart, basado en la novela corta de Pável Nilin. Este melodrama con Ladínina como Varia Lugina, una trabajadora industrial de Moscú que deja a su celoso marido, fue recibido con frialdad y Píriev volvió a lo que sabía hacer bien.
En febrero de 1941, Píriev comenzó a filmar The Swine Girl and the Shepherd (Свинарка и пастух) pero el trabajo tuvo que interrumpirse en junio cuando estalló la guerra y la mayoría de los actores se ofrecieron como voluntarios para el Ejército Rojo. Rodada en los ahora vacíos estudios Mosfilm, se estrenó en noviembre de 1941. Los críticos posteriores la descartaron como una especie de «Lubok» popular, pero al público le encantó la historia romántica de una campesina rusa de Vólogda (Ladínina) y Musaib, un pastor del Cáucaso, interpretado por Vladímir Zeldin. Este himno a la amistad de las naciones soviéticas se volvió muy relevante y extremadamente popular en el frente donde personas de diferentes grupos étnicos lucharon codo con codo contra los nazis.
La comedia de Konstantín Yudin, Antosha Rybkin, y el drama heroico de Píriev, The Raikom Secretary, (ambos de 1942) pasaron casi desapercibidos, pero el melodrama lírico A las 6 de la tarde después de la guerra (1944) con Ladínina interpretando el papel de Varia Pankova, una maestra de un jardín de infancia de Moscú, resultó inmensamente popular. Otro éxito, La leyenda de la tierra de Siberia (1947) terminó tercera en la clasificación de las película más taquilleras de 1948. Esta comedia musical con Ladínina como la cantante Natasha Malinina pretendía plantear serias cuestiones éticas y morales pero Serguéi Eisenstein, por su parte, la descartó como «lubok ruso importado de Checoslovaquia» (allí fue donde se había rodado la película).
En Los cosacos de Kubán (1949) vio a Ladínina por primera vez interpretando a una mujer madura, no a una joven e ingenua. El papel de la presidenta de Koljós, Galina Peresvetova, una mujer de carácter duro y corazón tierno, resultó ser tan difícil de manejar que la actriz estuvo a punto de renunciar por un tiempo. Algunos argumentaron que cuando se trataba de entusiasmo y encanto, la joven Klara Luchko le robó el espectáculo, pero fue este éxito lo que le valió el prestigioso título de Artista del Pueblo de la URSS. Muy consciente de que esta «obra maestra del realismo socialista» no tenía nada que ver con la realidad soviética, todavía la amaba. En una de sus últimas entrevistas afirmó: «Aún hoy sigo recibiendo cartas de personas agradeciéndome, todavía están bajo el hechizo de esos luboks de comedia... que, estoy convencida, tenían todo el derecho de desviarse tanto de la cruel realidad hacia el cuento de hadas como uno desearía que lo hicieran. Realmente creíamos que "nacimos para convertir un cuento de hadas en algo real" e hicimos todo lo posible»
Ahora enormemente popular, Ladínina comenzó a cansarse del estereotipo de una chica de campo soviética feliz y resuelta con la que ahora estaba firmemente asociada. Ni un solo director pensó siquiera en invitarla a interpretar algo diferente: se la consideraba «una actriz de Píriev». La única excepción fue Ígor Savchenko, quien la invitó a interpretar a una condesa en Tarás Shevtchenko (1951). Ella aprovechó la oportunidad, pero todas sus escenas fueron eliminadas por los censores que detestaban, aparentemente, la forma en que su heroína simpatizaba con Tarás en lugar de «odiarlo, como enemigo de clase».

#### Olvido y muerte

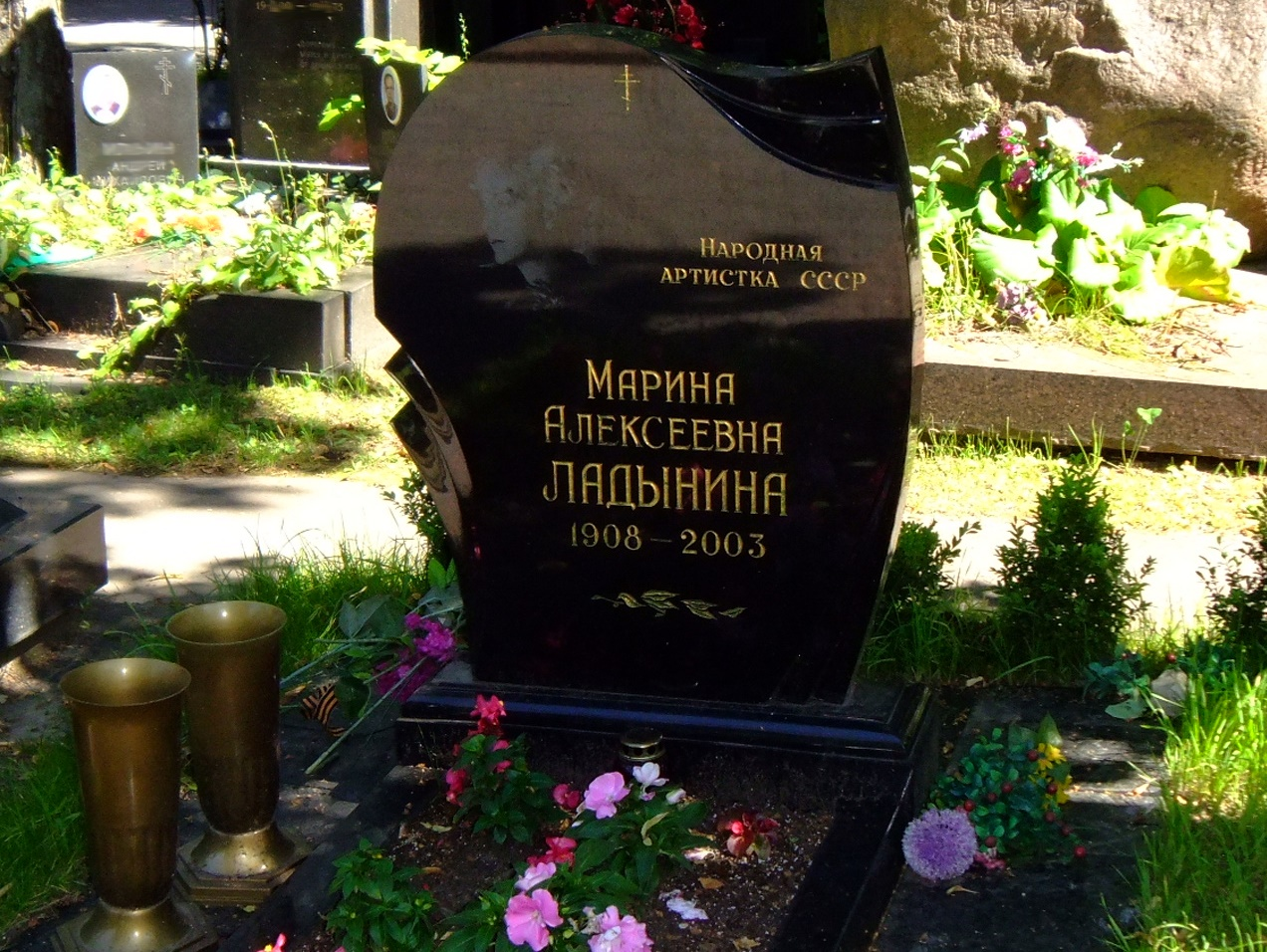
Sepultura de Marina Ladínina en el cementerio Novodévichi en Moscú

En 1954 salió la directiva oficial que prohibía a los directores de cine soviéticos elegir a sus propias esposas para interpretar cualquier papel en sus películas. El papel de Olga Kalmikova en Prueba de lealtad de Píriev (1954) resultó ser el último en el que actuó. Se divorció de su marido, de 58 años (quien se había enamoradó de la joven actriz Liudmila Márchenko) y se encontró aislada: algunos directores recibieron órdenes inmediatas de su exmarido de ignorarla, para otros era un símbolo demasiado evidente de la era estalinista. Ni un solo teatro quería tener una superestrella reciente en su compañía. Se unió al Teatro de Actores de Cine, pero luego le pidieron que se fuera para dar paso a actrices más «activas». Trató de triunfar como cantante, después de tomar lecciones con la conocida tutora Dora Beliavskaia, pero no salió nada. En 1965, Nikita Mijalkov la invitó a participar en su proyecto cinematográfico Lermontov, que nunca se realizó.
En sus últimos años, rara vez concedía entrevistas y se negaba a hablar de su vida con Iván Píriev. En 1998 recibió el Premio Nika ("Por Honestidad y Dignidad") y fue recibida con una ovación en pie. La única entrevista televisada que concedió salió poco antes de cumplir 95 años.
Marina Ladínina murió de un infarto el 10 de marzo de 2003 y fue enterrada en el cementerio Novodévichi en Moscú.

## Vida privada
Marina Ladínina se casó con su primer marido, el actor Iván Liubeznov en 1935. Su unión resultó ser de corta duración: el mismo año, mientras filmaba El camino del enemigo, conoció al director de cine Iván Píriev, de 33 años, con quien se casó en 1936. Su único hijo, Andréi Ladinin (1938-2011), se convirtió más tarde en director de cine. La pareja se divorció después de que se supo que su esposo, de 58 años, estaba saliendo con la actriz Liudmila Márchenko, de 19 años.
Píriev respetaba mucho las opiniones de su esposa. A principios de la década de 1950, en el XIX Congreso del Partido Comunista de la Unión Soviética que tuvo lugar a raíz de la infame campaña llamada cosmopolita sin raíces. Píriev, entonces presidente de la Unión de Cineastas de la URSS, se esperaba que pronunciara su propio discurso de denuncia desde una alta tribuna. Se levantó para declarar que no quería tener nada que ver con el asunto porque entre los acusados se encontraban sus amigos personales. La razón, como se supo más tarde, fue que Ladinina estaba presente en la audiencia. «Ella es la aristócrata del espíritu y tengo miedo de perder su respeto», dijo posteriormente.

## Legado
La carrera de Ladínina fue corta y su credo artístico limitado. Aun así, se convirtió en una de las dos actrices superestrellas del cine soviético, junto con Liubov Orlova, según el crítico de cine Valeri Kichin. Cinco premios estatales para cinco de sus películas más conocidas (una hazaña sin igual en la comunidad cinematográfica soviética) reflejaron en cierta medida el valor ideológico de su trabajo y el aprecio de las autoridades, pero también fue muy querida por la gente común, en el campo soviético especialmente. Tan inmensa fue la popularidad de Ladinina y tan alto su estatus que durante un tiempo al comienzo de la calle Gorki de Moscú dos enormes retratos ocuparon la pared de una casa, los de Ladínina y Stalin.
A diferencia de Liubov Orlova (con quien su esposo, el director de cine Grigori Aleksandrov, tenía como objetivo crear una especie de Hollywood alternativo en suelo soviético), Marina Ladínina era una actriz de tipo folclórico que encajaba perfectamente en el género de la comedia musical rural soviética descubierta por Píriev. «Ella simbolizaba la felicidad en sí misma, pero nadie sabía qué tipo de persona era en realidad, de hecho, nadie nunca quiso conocerla, ya que en sus últimos años estuvo trágicamente sola», según Kichin.
Marina Ladínina, que amaba el escenario, pasó el último medio siglo de su vida fuera de él, esperando esa llamada telefónica que nunca llegó. Inesperadamente, a los 90 años, recibió el Premio Nika (Por Honor y Dignidad) y el público en la Casa del Cine la recibió con una ovación de pie. Este fue su último triunfo tras el cual volvió a reinar el silencio. «A los 95 años murió Marina Ladínina como una "novia rica" del cine soviético: ni nosotros ni ella misma hemos tenido la oportunidad de descubrir el verdadero alcance de su don», concluyó Kichin.

## Premios y condecoraciones

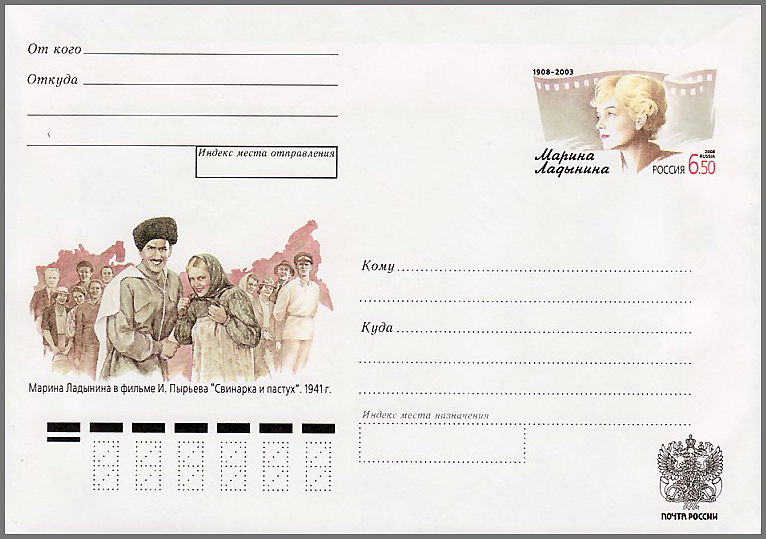
Sobre postal ruso de 2008 con sello conmemorativo con motivo del centenario del nacimiento de Marina Ladínina

- 1938 - Orden de Lenin por La novia rica (1937)
- 1941 - Premio Stalin (1.er grado) - por su papel de Mariana Bezhan en Los tractoristas (1939)
- 1942 - Premio Stalin (2.do grado) - por su papel de Glasha Novikova en Se conocieron en Moscú (1941)
- 1946 - Premio Stalin (2.do grado) - por su papel de Varya Pankova en A las 6 de la tarde después de la guerra (1944)
- 1948 - Premio Stalin (1.er grado) - por su papel de Natasha Malinina en Balada de Siberia (1947)
- 1950 - Artista del Pueblo de la URSS
- 1951 - Premio Stalin (2.do grado) - por su papel de Galina Ermolayevna Peresvetova en Cosacos del Kubán (1949)
- 1983 - Orden de la Amistad de los Pueblos
- 1992 - Premio Especial «Por la contribución destacada al cine eslavo» en el primer Festival Internacional de Cine de Moscú Caballero de oro (Zolotoy vityaz).
- Premio Sozvesdye (Constelación). Por los logros de toda una vida.
- 1997 – Premios Nika, por Honor y Dignidad
- 1998 - Orden de Honor, por los logros de toda una vida.
- 2002 - El premio especial del presidente, por los logros de toda una vida.

## Filmografía parcial
- 1934 - Caminos del enemigo (Vrazhji tropy) como Linka, la profesora de escuela
- 1936 - La novia rica (Bogataya nevesta) como Marinka, la nieta de Naum
- 1939 - Los tractoristas ("Tractoristas") como Brigadier Mariana Bazhan
- 1940 - Novia (Lyubimaya devushka) como Varya Lugina, una trabajadora industrial de Moscú
- 1941 - Se conocieron en Moscú (Svinarka i pastukh) como Glafira Andreyevna "Glasha" Novikova
- 1942 - La secretaria Raikom (Sekretar raikoma) como Natasha
- 1942 - Antosha Rybkin como la actriz Larisa Semionovna
- 1944 - A las 6 de la tarde después de la guerra (V shest chasov vetchera posle voiny) como Varia Pankova, la profesora del jardín de infancia
- 1947 - La leyenda de la tierra de Siberia (Skazaniye o zemle Sibirskoy) como la cantante Natasha Malinina
- 1949 - Cosacos de Kubán (Кубанские казаки) como Galina Peresvetova, la directora del koljós
- 1954 - La prueba de lealtad (Ispytaniue vernosti) como Olga Kalmikova
- 1954 - Devoción